# Биково (Казахстан)
Би́ково (каз. Быково) — село у складі Алтайського району Східноказахстанської області Казахстану. Входить до складу Малеєвського сільського округу.
Населення — 262 особи (2021; 374 у 2009, 414 у 1999, 342 у 1989).
Національний склад станом на 1989 рік:
- росіяни — 100 %